# Gée-Rivière
Gée-Rivière (gaskognisch: Gea e Ribèra) ist eine französische Gemeinde mit 44 Einwohnern (Stand 1. Januar 2022) im Département Gers in der Region Okzitanien; sie gehört zum Arrondissement Mirande und zum Gemeindeverband Communauté de communes d’Aire-sur-l’Adour.

## Geografie
Gée-Rivière liegt rund sieben Kilometer südöstlich der Kleinstadt Aire-sur-l’Adour im Westen des Départements Gers. Die wichtigsten Gewässer sind der Fluss Adour und der Bach Le Jarras. Wichtigste überregionale Verkehrsverbindung ist die rund 10 Kilometer westlich der Gemeinde verlaufende Autoroute A65 (Teil der Europastraße 7). Der nächstgelegene Bahnhof ist in Aire-sur-l’Adour.
Umgeben wird Gée-Rivière von den Nachbargemeinden Barcelonne-du-Gers im Norden und Nordosten, Saint-Germé im Südosten, Corneillan im Süden sowie Bernède im Westen.

## Geschichte
Im 19. Jahrhundert wurden Überreste einer Villa aus gallo-römischer Zeit entdeckt. Der Ort wurde 1222 unter dem Namen Gaius erstmals namentlich erwähnt. Die heutige Gemeinde entstand durch den Zusammenschluss der Weiler Gée und Rivière im Jahr 1822.     

## Bevölkerungsentwicklung
| Jahr                       | 1793 | 1800 | 1831 | 1861 | 1911 | 1962 | 1968 | 1975 | 1982 | 1990 | 1999 | 2006 | 2017 |
| Einwohner                  | 127  | 88   | 172  | 147  | 97   | 44   | 44   | 38   | 39   | 51   | 51   | 45   | 46   |
| Quellen: Cassini und INSEE |      |      |      |      |      |      |      |      |      |      |      |      |      |

## Sehenswürdigkeiten
- Kirche Saint Saturnin (Saint-Sernin) aus dem 9. Jahrhundert
- zwei alte Häuser aus dem Jahr 1818
- ehemalige Mühle